# Skolmassakern i Eppstein 1983

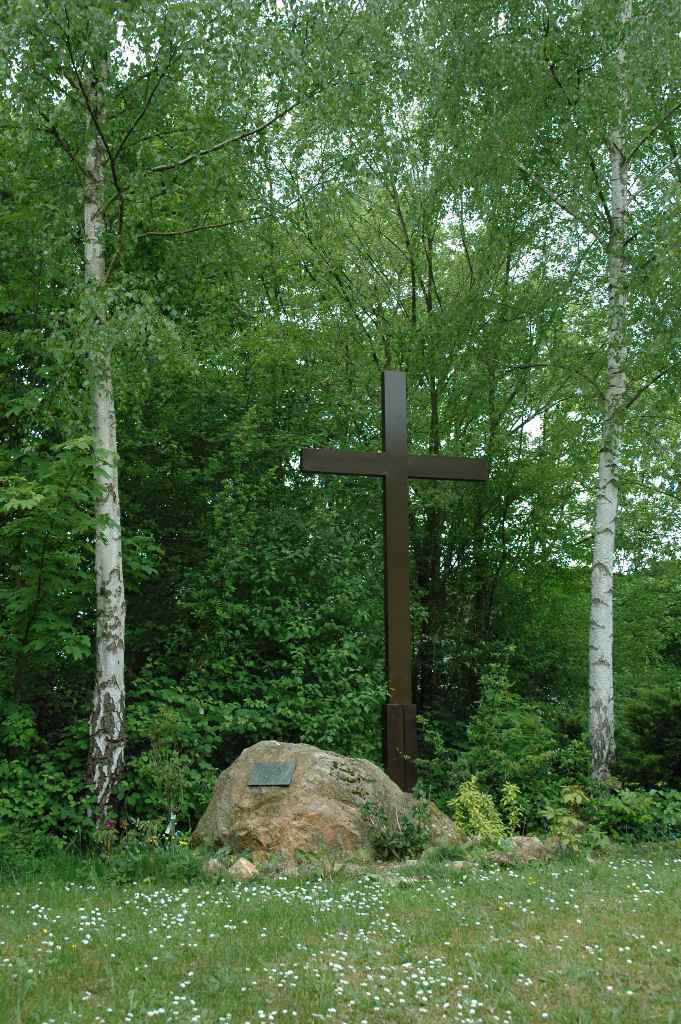
Minnesplats till de ihjälskjutna

Skolmassakern i Eppstein 1983 var en skolmassaker som inträffade den 3 juni, vid Freiherr-vom-Stein Gesamtschule i stadsdelen Vockenhausen i Eppstein i Västtyskland. Gärningsmannen, 34-årige Karel Charva från Tjeckoslovakien, sköt ihjäl tre elever, en lärare och en polis samt skadade ytterligare två personer med en automatpistol, innan han själv begick självmord. 

Massakern är den dödligaste i Tyskland/Västtyskland efter andra världskriget, efter Erfurtmassakern 2002, Skolmassakern i Winnenden, samt Skolmassakern i Köln 1964.

### Fotnoter
1. ↑  Classroom Gun Rampage Leaves 6 Germans Dead, The New York Times (4 juni 1983)